# Guld-Iver Flintesten
Guld-Iver Flintesten (på engelsk: Flintheart Glomgold) er en tegneseriefigur i Disneys Anders And-univers, han blev først kaldt Gulliver Flinthård. Guld-Iver Flintesten er Joakim von Ands værste konkurrent. De har begge kæmpet mange gange om hvem, der er verdens rigeste and. Det er da også det, de to gør, da man første gang ser Guld-Iver i Carl Barks' historie The Second-Richest Duck fra Uncle Scrooge nr. 15. Ifølge Don Rosas Her er dit liv, Joakim mødes de to første gang allerede i Transvaal, Sydafrika i 1887. Her får vi også at vide, at han er boer. Joakim von And hjælper Guld-Iver Flintesten ud af en knibe og Guld-Iver betaler tilbage ved at stjæle fra ham. Dette første møde mellem de to er meget kendetegnende for resten af deres bekendtskab. Guld-Iver Flintesten skyer ingen midler i kampen mod Joakim von And, og han har flere gange arbejdet sammen med Hexia de Trick og Bjørne-banden.
Hvor Guld-Iver Flintesten hovedsagelig benyttes som Joakim von Ands nærmeste konkurrent i Anders And & Co., benyttes Andy Anderbilt hovedsagelig til samme formål i Jumbobøgerne.